# Jinka flygplats
Jinka är en flygplats i Etiopien. Den ligger i den sydvästra delen av landet, 400 km sydväst om huvudstaden Addis Abeba. Jinka ligger 1 398 meter över havet.
Terrängen runt Jinka är huvudsakligen kuperad, men den allra närmaste omgivningen är platt. Runt Jinka är det ganska tätbefolkat, med 62 invånare per kvadratkilometer. Närmaste större samhälle är Bako, 1,8 km öster om Jinka. Omgivningarna runt Jinka är en mosaik av jordbruksmark och naturlig växtlighet.